# Eunice flavofasciata
Eunice flavofasciata är en ringmaskart som beskrevs av Grube 1878. Eunice flavofasciata ingår i släktet Eunice och familjen Eunicidae. Inga underarter finns listade i Catalogue of Life.